# Plectris splendida
Plectris splendida är en skalbaggsart som beskrevs av Frey 1967. Plectris splendida ingår i släktet Plectris och familjen Melolonthidae. Inga underarter finns listade i Catalogue of Life.